# Pascal Bruckner
Pascal Bruckner (francès: [bʁyknɛʁ]; (París, 15 de desembre de 1948) és un escriptor francès. És considerat un dels pensadors més influents de la dècada dels 1970 i 1980. És conegut per les seves crítiques a la societat i cultura francesa. Ha estat professor convidat a la Universitat de San Diego (Califòrnia), a la Universitat de Nova York i a l'Institut d'études politiques de París. Des del 1987, col·labora a Le Nouvel Observateur. És autor de diverses obres de ficció i d'assaig, entre les quals destaquen El nuevo desorden amoroso (Anagrama, 2001), La euforia perpetua. Sobre el deber de ser feliz (Tusquets, 2001) i Miseria de la prosperidad. La religión del mercado y sus enemigos (Tusquets, 2003).

## Publicacions
- Parias: roman, Seuil, 1985, ISBN 978-2-02-008732-2.
- Lunes de fiel: roman, Seuil, 1981, ISBN 978-2-02-005856-8.
- Evil angels: a novel, Grove Press, 1987, ISBN 978-0-394-54138-9.
- Les voleurs de beauté: roman, B. Grasset, 1997.
- Lunes de fiel: roman, Seuil, 1981, ISBN 978-2-02-005856-8.
- Le divin enfant: roman, Seuil, 1992, ISBN 978-2-02-013215-2.
- The Divine Child, Rupa & Co., 2005, ISBN 978-81-291-0302-4.
- La tentation de l'innocence, Grasset, 1995, ISBN 978-2-253-13927-0.
- Temptation of innocence.  Algora Publishing, 2000. ISBN 978-1-892941-56-5.
- Le Sanglot de l'Homme blanc, Éditions du Seuil, 1983; Simon & Schuster, 1986, ISBN 978-0-02-904160-4.
- The Tears of the White Man: Compassion As Contempt, The Free Press, 1986, ISBN 978-0-02-904160-4.
- La tyrannie de la pénitence, Grasset, 2006, ISBN 978-2-246-64161-2.
- The Tyranny of Guilt.  Princeton University Press, 2010. ISBN 978-0-691-14376-7.
- Perpetual Euphoria: On the Duty to Be Happy.  Princeton University Press, 2011. ISBN 978-0-691-14373-6.
- The Fanaticism of the Apocalypse: Save the Earth, Punish Human Beings,[2] ISBN 9780745669762.